# Lista över insjöar i Älvkarleby kommun
Detta är en lista över sjöar i Älvkarleby kommun baserad på sjöns utloppskoordinat. Om någon sjö saknas, kontrollera grannkommunens lista eller kategorin Insjöar i Älvkarleby kommun.

## Lista
| Namn           | Koordinat                                     | Sjöid         | VYID          | Yta (km²) | Strandlinje (km) | Höjd (m) | Maxdjup (m) | Volym (m³) | HARO  | Natura 2000 |
| -------------- | --------------------------------------------- | ------------- | ------------- | --------- | ---------------- | -------- | ----------- | ---------- | ----- | ----------- |
| Bölsjön        | 60°35′20″N 17°30′04″Ö / 60.58878°N 17.50123°Ö | 672024-159295 |               | 0,014     |                  | 19       | 1,3         | 13 000     | 53000 | Bölsjön     |
| Djupsjön       | 60°34′37″N 17°23′10″Ö / 60.57691°N 17.38604°Ö | 671895-158664 | 671876-158667 | 0,0673    | 1,21             | 18,3     | 2,4         | 102 000    | 52053 |             |
| Laxodlingen    | 60°30′11″N 17°18′06″Ö / 60.50292°N 17.30162°Ö | 671050-158242 | 671041-158223 | 0,199     | 2,14             | 37,1     |             |            | 53000 |             |
| Stallfjärden   | 60°33′00″N 17°25′56″Ö / 60.54987°N 17.43211°Ö | 671710-158979 | 671581-158927 | 0,891     | 10               | 22,5     |             |            | 53000 |             |
| Stensångersjön | 60°36′44″N 17°21′49″Ö / 60.61209°N 17.36365°Ö | 672265-158535 |               |           |                  |          |             |            | 52053 |             |
| Storfjärden    | 60°30′22″N 17°22′45″Ö / 60.50598°N 17.37912°Ö | 671364-158841 | 671085-158648 | 18,7      | 40,1             | 32,1     |             |            | 53000 |             |